# تپه مری موکری
تپه مری موکری مربوط به هزاره اول قبل از میلاد است و در شهرستان تکاب، بخش تخت سلیمان، دهستان احمدآباد، روستای آغ دره وسطی واقع شده و این اثر در تاریخ ۷ اسفند ۱۳۸۵ با شمارهٔ ثبت ۱۷۶۷۲ به‌عنوان یکی از آثار ملی ایران به ثبت رسیده است.